# Hostel
Hostel är en amerikansk skräckfilm från 2005 i regi av Eli Roth.

## Handling
Två amerikanska backpackers reser till ett vandrarhem utanför slovakiska Bratislava efter att de av en vänlig främling hört att de slovakiska kvinnorna är både ovanligt vackra och synnerligen lättfotade. 
Vid ankomsten blir de sedan inte besvikna – vandrarhemmet motsvarar alla deras förväntningar, och alkoholen, drogerna och sexet flödar. Lyckan ska dock visa sig bli kortvarig, och när deras isländske medresenär plötsligt försvinner under mystiska omständigheter börjar de snart inse att allt inte står rätt till.

## Om filmen
Hostel bygger på verkliga händelser som ska ha skett i Thailand på 1990-talet. Regissören och manusförfattaren Eli Roth hade från början tänkt sig att det skulle bli en dokumentärfilm av det, men fann snart att det både var för svårt och framförallt för farligt att börja forska i den morbida verksamhet som filmen behandlar.[källa behövs] Filmens jaktscener och allt som utspelar sig på "utställningen" filmades främst i källaren till ett mentalsjukhus i Tjeckien och i en studio. Stadsscenerna är till största delen inspelade i Prag. Inget material filmades i Slovakien (där historien utspelar sig).
Regissören reste kort efter att filmen gått upp på biografer världen över till Island och gick där ut med en öppen ursäkt till hela det isländska folket för att han i filmen framställt islänningar som perverterade och alkoholiserade. Ursäkten godtogs även om det var svårt för den isländske presidenten att låta bli att skratta åt den bisarra situationen.[källa behövs]
Regissören har en cameo-roll i filmen; han syns hosta i bakgrunden på coffeeshopen i Amsterdam.
Två uppföljare har gjorts, Hostel: Part II (2007) och Hostel: Part III (2011).

## Rollista
- Jay Hernandez - Paxton
- Derek Richardson - Josh
- Eythor Gudjonsson - Oli
- Barbara Nedeljakova - Natalya
- Jan Vlasák - Den holländske affärsmannen
- Rick Hoffman - Den amerikanske klienten
- Jana Kaderabkova - Svetlana
- Lubomir Bukovy - Alex
- Jennifer Lim - Kana
- Petr Janis - Den tyske klienten
- Takashi Miike - Den japanske klienten
- Josef Bradna - Butcher